# メタファー

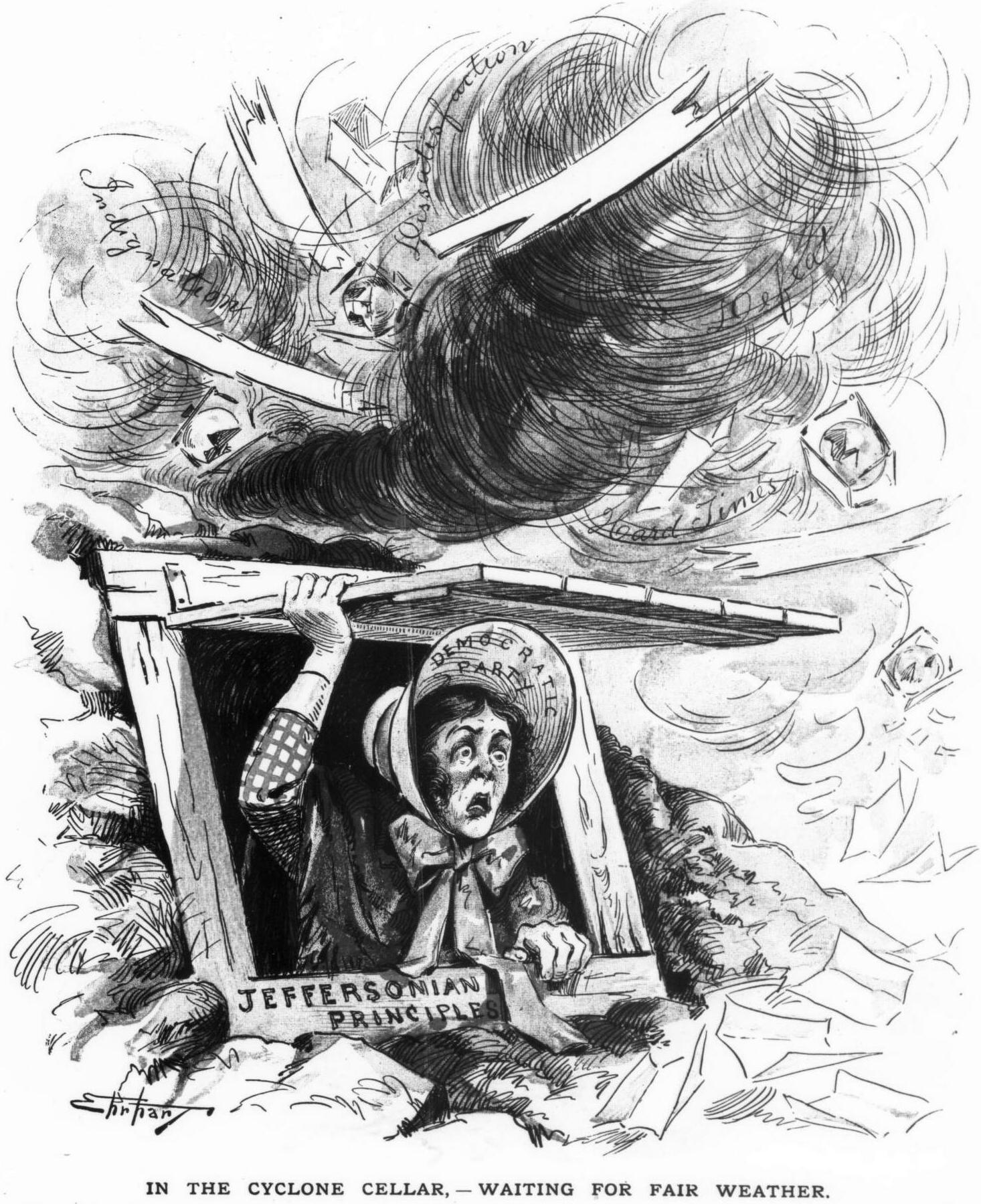
サミュエル・D・エアハート画、雑誌『パック』の風刺漫画。民主党というレッテルを貼られた農家の女性が政変の竜巻から避難している様子が描かれている。

メタファー（希: μεταφορά、羅: metaphorá、独: Metapher、英: metaphor）は、隠喩（）、暗喩（）とも呼ばれ、伝統的には修辞技法のひとつとされ、比喩の一種でありながら、比喩であることを明示する形式ではないものを指す。

## 概説
メタファーは、言語においては物事のある側面をより具体的なイメージを喚起する言葉で置き換え、簡潔に表現する機能をもつ。わざわざ比喩であることを示す語や形式を用いている直喩よりも洗練されたものと見なされている。
メタファーにもいくつかタイプがあるが、一例を挙げると「人生はドラマだ」のような形式をとるものがある。

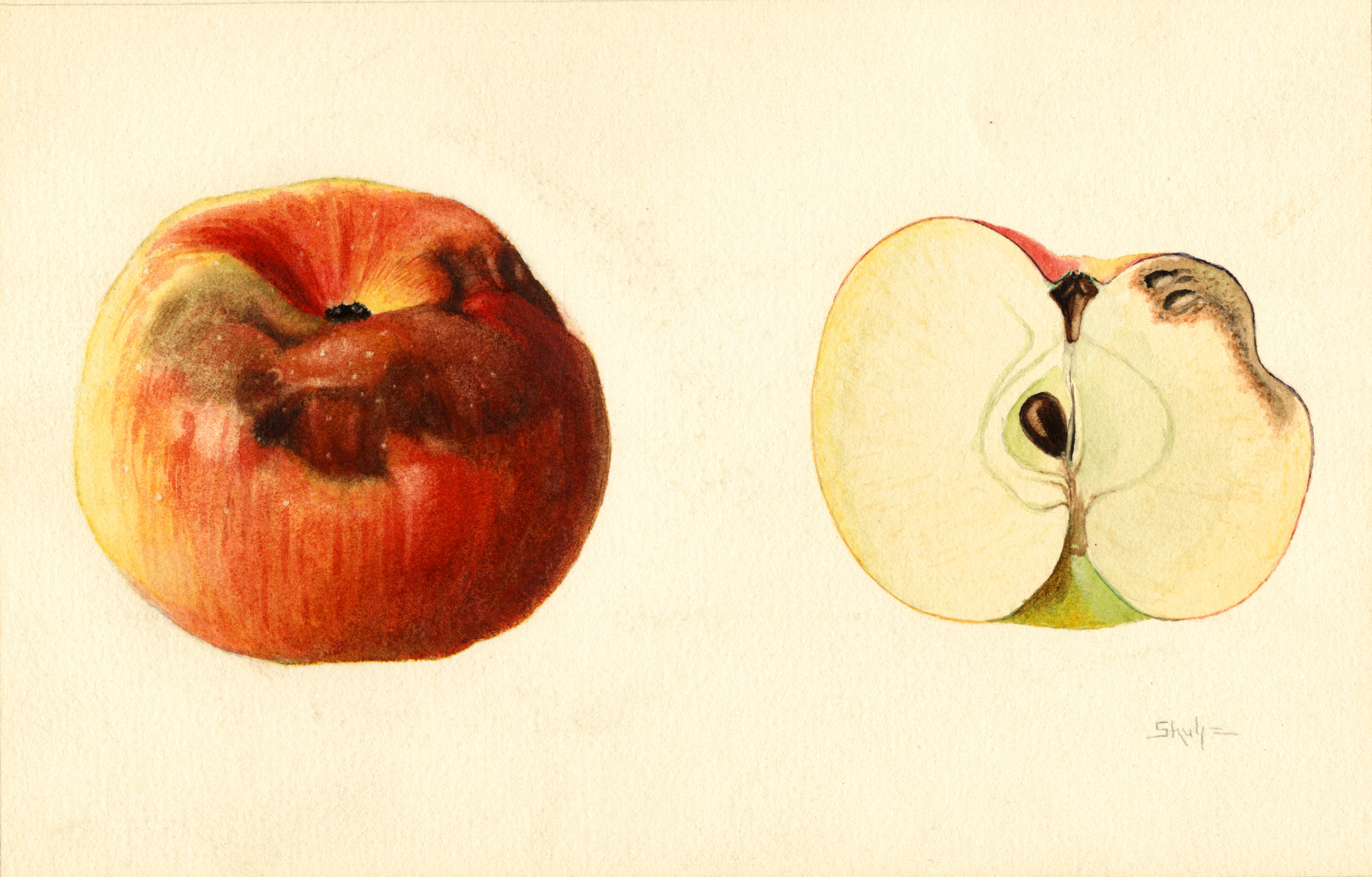
集団の中で悪影響を及ぼす人物をたとえた腐ったリンゴ

メタファーは日常的に頻繁に用いられているもの、話している本人も気づかずに用いているものから、詩作などにおいて創造される新奇なものまで、様々なレベルにわたって存在している。

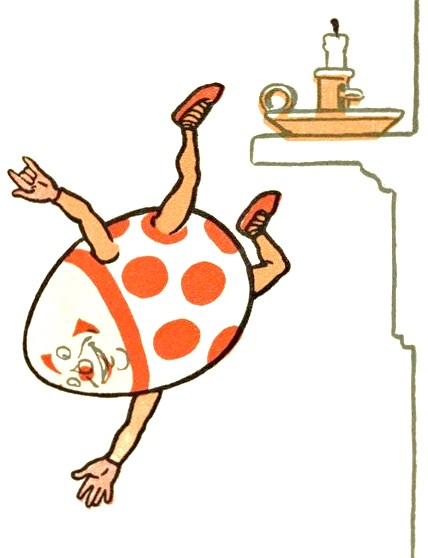
一度壊れると容易には元に戻らないものとして例えられるハンプティ・ダンプティ

メタファーが用いられるのは、いわゆる"言語"（言葉）に限らず、絵画、映画などの視覚の領域でも起きる。
メタファーは人間の類推能力の応用とされることもあり、さらに認知言語学の一部の立場では、人間の根本的な認知方式のひとつと見なされている（概念メタファー）。メタファーは、単に言語の問題にとどまるというよりも、もっと根源的で、空間の中に身体を持って生きている人間が世界を把握しようとする時に避けることのできないカテゴリ把握の作用・原理なのだと考えられるようになってきている。

## メタファーの例
冒頭に挙げた「人生はドラマだ」はもっとも初歩的なメタファーである。「…は…だ」という形で比喩だということがある。
次のようなものもメタファーである。
この例などは、ひとつめの文に加えて、ふたつめの文「私と一緒に旅をしてみないか？」もメタファーであるが、ひとつめの文がメタファーだと分かるため、ふたつめも引き続きメタファーだとわかる。
次の会話の例にもメタファーが含まれている。
この会話では「闇が深ければ、夜明けは近い」がメタファーである。
（人によっては）メタファーだと気づきにくいタイプのメタファーもある。例えば次のような例である。
上記2例のようなメタファーは、恋をする男性の心に生まれることがあるものである。
さらに気づきにくい例を挙げる。例えば次のような一文が芸術的な小説の中に配置されていれば、それは単なる情景描写というよりもメタファーの可能性が高い。
メタファーは人間が根本的に持つ世界の認知、世界の見え方に深く関わっており、聞き手の心の状況に合ったメタファーは強く心を打ち、大きな影響力を持つ。

## 古典的なメタファー
メタファーは古今東西の文学作品に普遍的に存在している。その中でも歴史的に見て、多くの人々に読まれ、影響力の大きなメタファーをいくつか挙げる。
メタファーは現存する最古の文学作品といわれる『ギルガメシュ叙事詩』にも豊富に見だすことができる。同作品は多数の写本が作成され、広く流布したと考えられており、現代の視点でも文学作品として第一級だとしばしば評されている。
聖書は、メタファーと譬え話に満ちた文書の典型としてしばしば挙げられている。聖書およびイエス・キリストのたとえ話は、西洋文学におけるメタファーのありかたに多大な影響を与えている。
仏教においても、仏陀は、相手に応じて比喩を巧みに用いて説いたとされ、メタファーに満ちた話が現在まで伝わっており、仏教圏の人々には広く浸透している。
『涅槃経』第29巻では比喩を、順喩、逆喩、現喩、非喩、先喩、後喩、先後喩、遍喩の8種類に分類している。その中で、現喩は現前のものをもって表現する比喩で、遍喩は物語全体が比喩であるもののことである。
日本の仏教の文書にもメタファーは見出すことができる。

## メタファー観の歴史
初めてメタファーの意義に言及したと言われているのはアリストテレスであり、彼は『詩学』のなかで次のように述べている。
「もっとも偉大なのはメタファーの達人である。通常の言葉は既に知っていることしか伝えない。我々が新鮮な何かを得るとすれば、メタファーによってである」
西洋の伝統的な修辞学では比喩（転義法）が研究・分類されてきたが、その中でもメタファーは特に大きなテーマとして扱われている。
文芸においてはメタファーは一貫して称揚されている。
ただし、一時期、近代の言語学や論理学では、メタファーを周辺的な現象とし、批判的に見ることがあった。近代の哲学者の中には、メタファーによって説得しようとする議論を「非理性的なもの」として否定する者がおり、例えばホッブズやロックは、メタファーに頼った議論を「ばかげており、感情をあおるものに過ぎない」などとして批判した。
だがこうした少数の意見を除けば、一般にメタファーは重視されており、文芸においては、ロマン主義以来は、理性を越えた想像力の発露であると見なされるようになった。

### 言語哲学におけるメタファー理解の変革
言語哲学では、「隠喩は言語において特殊な現象にすぎない」と見なす見解がかつて主流であり、その後に「隠喩はつねに言語の根源にある」とする見解が登場することになった。前者の見解は、ある意味で素朴で、そう見なす人のほうが多かった。例えば、古代ギリシャのプラトンや現代のオースティンなどは前者の見解を示した。
一方で、近代にはヴィーコ、現代ではマックス・ブラックが、異なった見解を示し、言語学者のロマン・ヤコブソンは、絵画、文学、映画あるいは夢などの表現の中には、根本的な認知方式としてメタファーの作用があることを指摘した。
さらにその後、1980年にジョージ・レイコフとマーク・ジョンソンが『レトリックと人生』を出版し、「メタファーは抽象概念の理解を支える根本的な概念操作である」「言語活動のみならず、思考や行動にいたるまで、日常の営みのあらゆるところにメタファーは浸透している」と指摘し、多数の資料を提示しつつ分析してみせ、広範囲の支持を得て、学者らのメタファー観は大きく変わった。
メタファーは単なる言語の要素ではなく、人間の認知と存在の根幹に関わる要素だという認識がされるようになり、メタファーを基礎に据え、概念理解のしくみ・構造を解明しようとする研究が進められている。
政治においても、メタファーがもたらす影響について研究が盛んになってきている。
また、精神分析学者ジャック・ラカンのメタファー・メトニミーへの言及が重要視されることがある。ポール・リクールも隠喩論を展開した。

## 関連する概念
物語全体で他の何かを暗示するように構成されたものは寓喩と呼ばれる。
概念の近接性に基づいて意味を拡張した表現はメトニミーまたは換喩という。「漱石を読んだ」、「風呂が沸いた」のような表現がこれにあたる。また概念の上下関係に基づいて意味を拡張した表現はシネクドキまたは提喩という。例えば「花見」という語における「花」は普通、桜の花を指している。
「…のようだ」「…みたいだ」のように、わざわざ比喩であることを明示する語や形式を用いている比喩は直喩と呼ばれる。